# رافاييل دياز (لاعب كرة قدم)
رافاييل دياز (بالبرتغالية: Rafael Dias do Nascimento‏) (12 فبراير 1983 في البرازيل - ) هو لاعب كرة قدم برازيلي في مركز الدفاع. لعب مع نادي أمريكا ونادي غوياس ونادي كاشياس دو سول وSertãozinho Futebol Clube ‏ وركريتيفو أتلتيكو كاتالانو ‏ وMurici F.C. ‏ ونادي فيروفياريا وأتلتيكا  كالدينسي ‏ وSociedade Esportiva Itapirense ‏.

## وصلات خارجية
- رافاييل دياز على موقع قاعدة بيانات كرة القدم.إي يو (الإنجليزية)